# 虹峠
虹峠（にじとうげ）は、福岡県うきは市浮羽町三春にある標高80mの峠である。三隈川の南岸、夜明ダムのダム湖の辺にあり国道210号が通過する。古くは筑後軌道の駅でもあった。